# Grzechynia
Grzechynia ist eine Ortschaft mit einem Schulzenamt der Gemeinde Maków Podhalański im Powiat Suski der Woiwodschaft Kleinpolen in Polen.

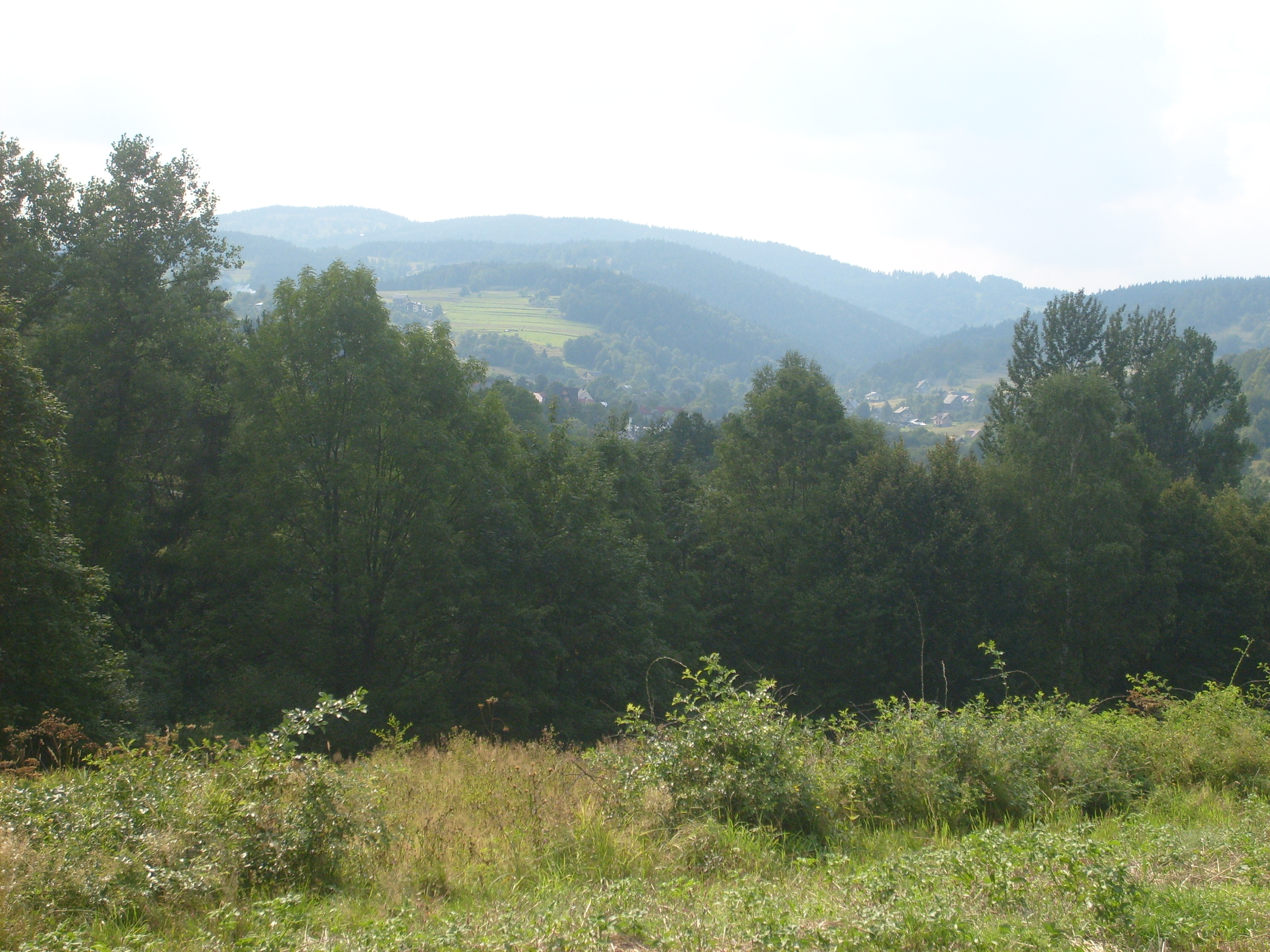
Gebirge in Grzechynia

## Geographie
Der Ort liegt am gleichnamigen Bach, einen linken Zufluss der Skawa, in den Makower Beskiden. Die Nachbarorte sind die Städte Sucha Beskidzka und Maków Podhalański im Norden, Białka im Südosten, sowie Zawoja im Südwesten.

## Geschichte
Der Ort wurde im Jahr 1432 als Grzechynia erstmals urkundlich erwähnt und im Jahr 1530 gehörte das private Dorf überraschenderweise zum Herzogtum Zator, südöstlich von Sucha, das bisher als die letzte Ortschaft dieses Herzogtums flussaufwärts der Skawa galt.
Später war es im direkten Besitz des polnischen Königs und wurde nicht der Starostei von Burg Lanckorona, wie die benachbarte Orte Maków und Białka, angeschlossen. Es gehörte jedoch nicht zum Kreis Schlesien, wie Sucha, sondern zum Kreis Szczyrzyc.
Bei der Ersten Teilung Polens kam das Dorf 1772 zum neuen Königreich Galizien und Lodomerien des habsburgischen Kaiserreichs (ab 1804). Ab 1782 gehörte es dem Myslenicer Kreis (1819 mit dem Sitz in Wadowice). Nach der Aufhebung der Patrimonialherrschaften bildete es nach 1850 eine Gemeinde im Bezirk Myślenice. Ab 1839 gehörte es mit den Gütern von Maków zur Familie Saint Genois d`Anneacourt, ab 1878 im Besitz der Teschener Habsburger (Albrecht von Österreich-Teschen).
1918, nach dem Ende des Ersten Weltkriegs und dem Zusammenbruch der k.u.k. Monarchie, kam Grzechynia zu Polen. Unterbrochen wurde dies nur durch die Besetzung Polens durch die Wehrmacht im Zweiten Weltkrieg. Es gehörte dann zum Distrikt Krakau des Generalgouvernements.
Von 1975 bis 1998 gehörte Grzechynia zur Woiwodschaft Bielsko-Biała.